# Thomas Kementar
Thomas Kementar (ur. 17 lutego 1961 w Merano) – włoski narciarz alpejski. Nie startował na igrzyskach olimpijskich ani mistrzostwach świata. Najlepsze wyniki w Pucharze Świata osiągnął w sezonie 1981/1982, kiedy to zajął 66. miejsce w klasyfikacji generalnej. Tylko raz w sezonie zdobył punkty – zajmując trzecie miejsce w kombinacji w szwajcarskim Wengen.

## Sukcesy

### Puchar Świata

#### Miejsca w klasyfikacji generalnej
- 1981/1982 – 66.

#### Miejsca na podium
1. Wengen – 24 stycznia 1982 (kombinacja) – 3. miejsce